# Pomeroy (Iowa)
Pomeroy – miasto w Stanach Zjednoczonych, w stanie Iowa, w hrabstwie Calhoun. W 2000 liczyło 710 mieszkańców.